# Pietro Giannone
Pietro Giannone (Ischitella, 7 de mayo de 1676 - Turín, 7 de marzo de 1748) fue un jurista e historiador italiano.
En 1723 publicó su famosa Istoria del Regno di Napoli ('Historia del reino de Nápoles'), en la que denunciaba con dureza el proceso por el que la Iglesia se había asegurado a través de los siglos un dominio absoluto y pernicioso sobre el Estado. Este libro le costó el exilio a Giannone.

## Obras

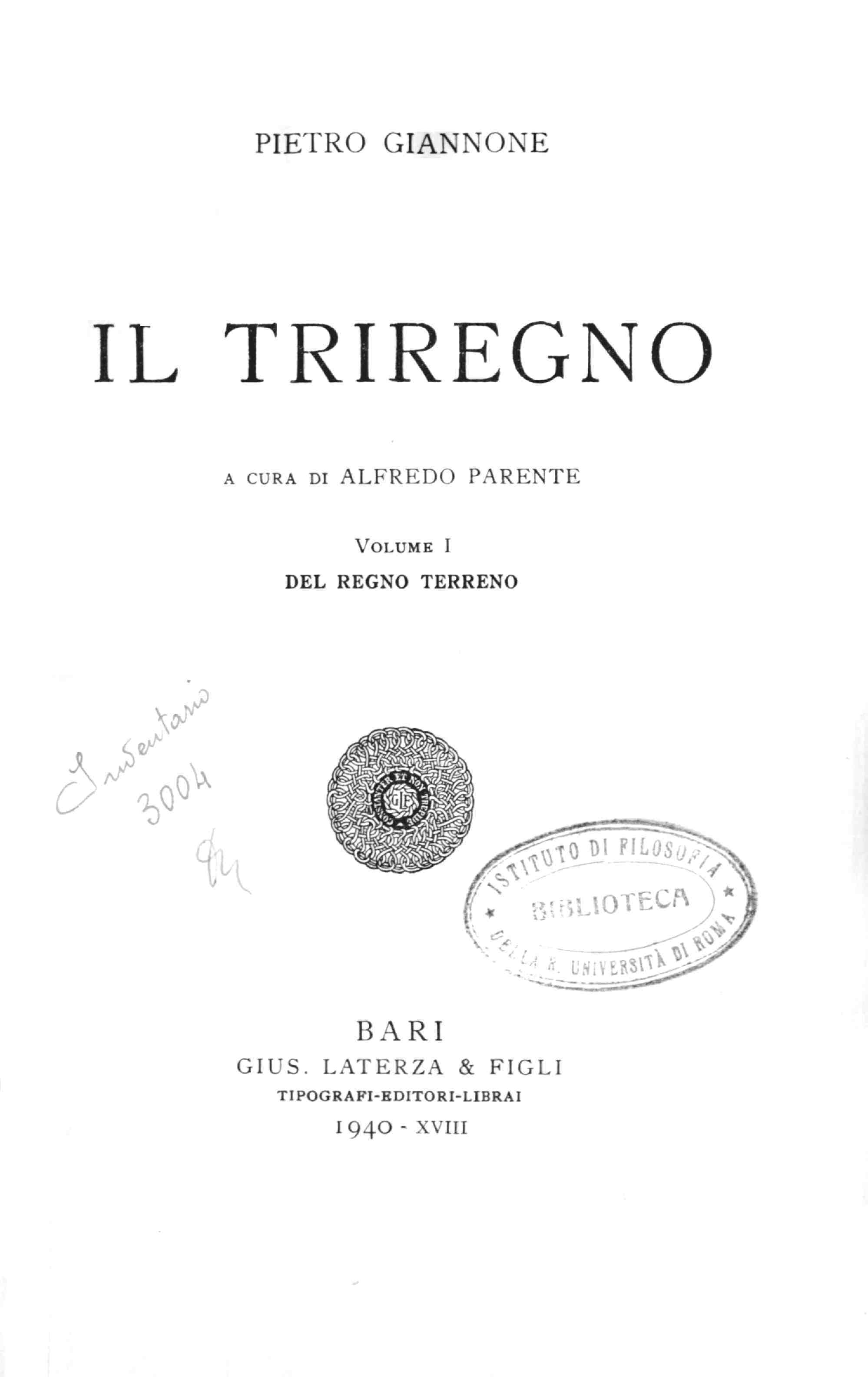
Il Triregno. Del regno terreno, Laterza, 1940

Entre sus obras más importantes se cuentan:
- Istoria civile del Regno di Napoli.
- Il Triregno, ossia del regno del cielo, della terra, e del papa.